# Can Soler (Camprodon)
Can Soler és una masia actualment rehabilitada del poble de Rocabruna, que pertany al municipi de Camprodon (Ripollès). Documents trobats a la mateixa casa recentment constaten que la casa fou construïda abans del segle xvi i, per tant, te més de 500 anys d'antiguitat.
Tot el que se'n sap fins al moment és que l'establiment va fer la funció de la casa pairal de la família Soler durant tot aquest temps fins que els seus propietaris van abandonar la vila per anar a viure a Camprodon. La casa va fer el servei de masoveria per una família d'agricultors des de llavors i ha restat desocupada els últims vint anys.
A partir del 2010 la casa es dedica al turisme rural.

## Situació
A 7Km. del nucli urbà de Camprodon; s'accedeix a la casa per un camí proper que desemboca al centre de la vila de Rocabruna.

## Vídeos
Cadastre de Rocabruna http://www.youtube.com/watch?v=2YnQ8i9R5gw
Vídeo de la masia pels propietaris http://www.youtube.com/watch?v=c19nY4F9tEU